# Eresia perna
Espèce
Eresia perna est un insecte lépidoptère  de la famille des Nymphalidae, de la sous-famille des Nymphalinae et du genre Eresia.

## Dénomination
Eresia perna a été décrit par William Chapman Hewitson en 1852.
Synonyme : Phyciodes perna ; Röber, 1913.

### Noms vernaculaires
Eresia perna se nomme Aveyrona Crescent en anglais

### Sous-espèces
- Eresia perna perna; présent au Brésil.
- Eresia perna aveyrona Bates, 1864; présent en Guyane, Guyana, au Surinam, au Venezuela, au Costa Rica et au Brésil
- Eresia perna mylitta Hewitson, 1869; présent en Équateur.
- Eresia perna ssp[1].

## Description
Eresia perna est un papillon  aux ailes antérieures arrondies et allongées au dessus orange cuivré, bordé de marron et aux ailes antérieures une bande marron séparant l'apex orange bordé de marron du reste de l'aile.
Le revers est plus clair et plus terne, beige et jaune avec la même ornementation beige foncé.

## Écologie et distribution
Eresia perna est présent en Guyane, Guyana, au Surinam, au Venezuela, au Costa Rica, au Brésil et en Équateur .

### Protection
Pas de statut de protection particulier.